# Peulensluis
De Peulensluis is een schutsluis met puntdeuren tussen de Beneden Merwede en de binnendijks gelegen Buiten-Giessen in de gemeente Hardinxveld-Giessendam, in de Nederlandse provincie Zuid-Holland. De vaarweg heeft CEMT-klasse 0. De sluis dateert uit 1937 en is een onderdeel van de primaire waterkering. Hij wordt voornamelijk gebruikt door de pleziervaart. 
De sluis is 31,60/ 33,50 m lang (het gebruik is afhankelijk van de vorm van het vaartuig), en 6,30 m breed. De diepte van de sluisdrempel buitenkant NAP -2m, binnenkant KP -2,90 m. Het bijzondere bij deze sluis is, dat hij een hoogtebeperking kent van NAP +6 m dan wel KP +5,10 m, omdat een viaduct van de autosnelweg A15 eroverheen is gebouwd.
Het is er tamelijk onrustig schutten. Als er een binnenschip van moderne afmetingen of een duwcombinatie over de Beneden Merwede passeert kan het waterpeil plotseling soms een meter dalen door de zuiging. Voor de veiligheid worden daarom bij het naar binnen schutten zowel de hoge als de lage deuren gebruikt.
De sluis is nog niet per marifoon aan te roepen en wordt beheerd door Waterschap Rivierenland.

## Foto's

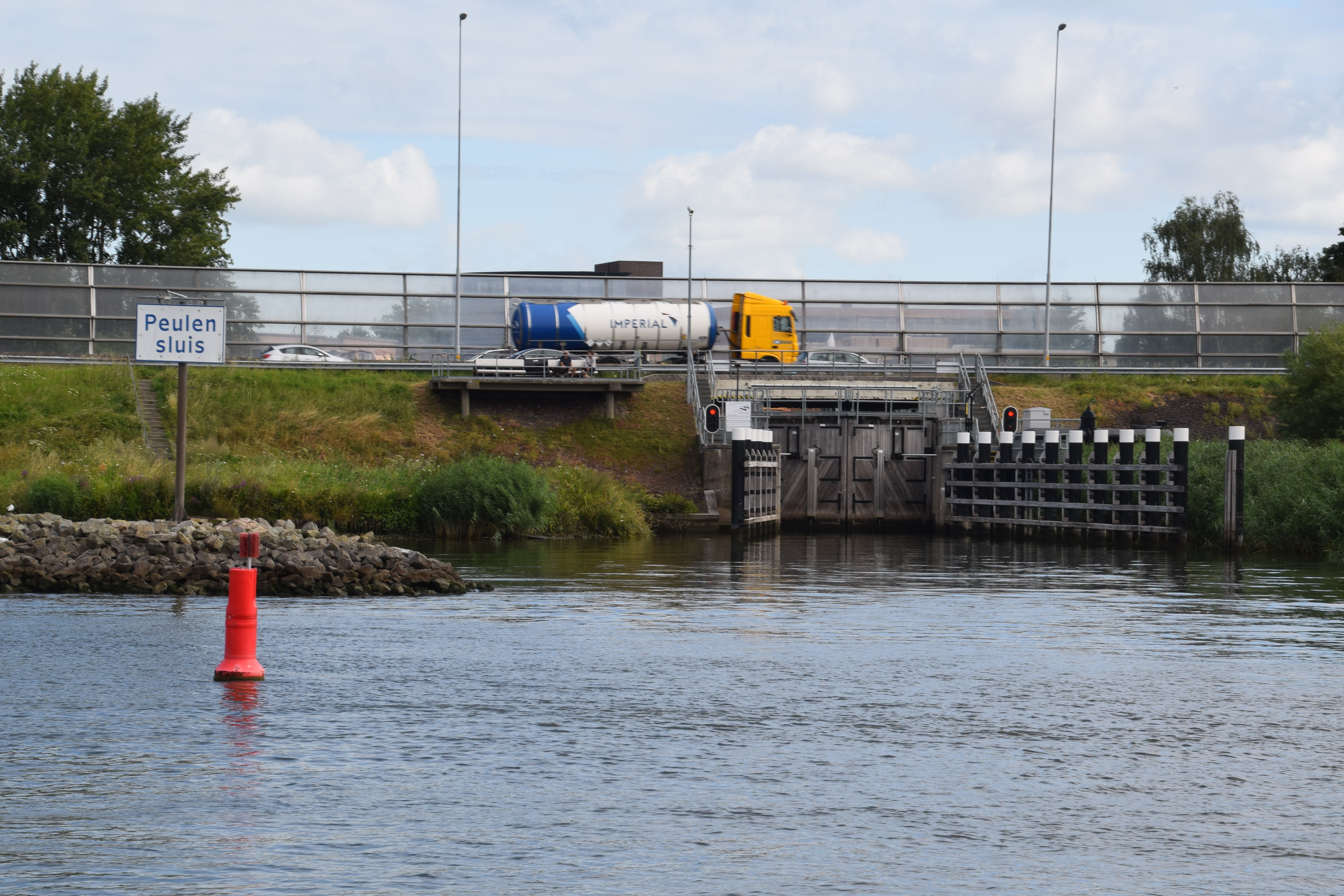
Peulensluis gezien vanaf de Beneden Merwede
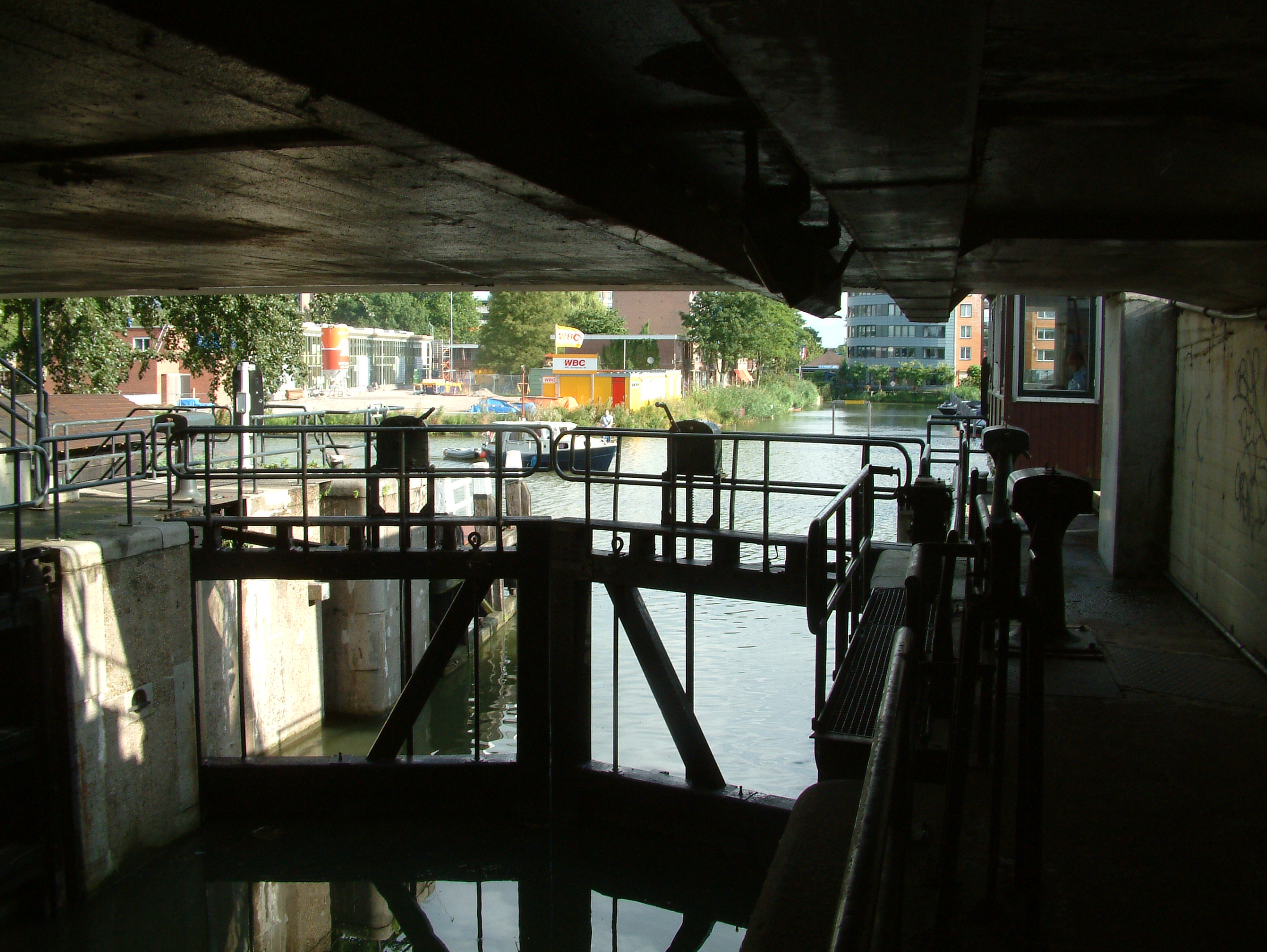
Peulensluis binnendeuren
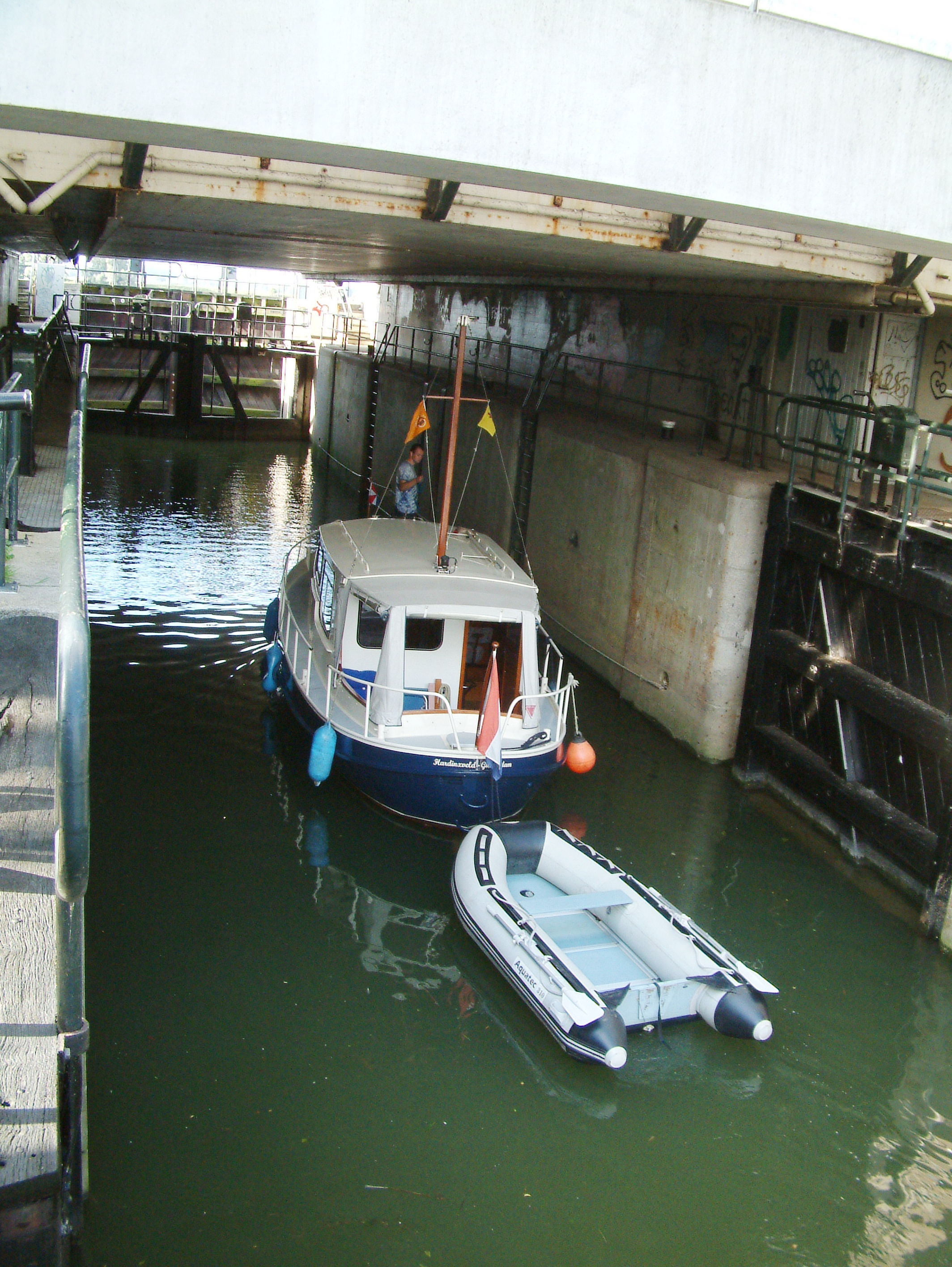
Jachtje in de sluis onder de A15